# Lijst van Friese literatuurprijzen
De onderstaande literatuurprijzen in Friesland zijn opgedeeld in prijzen die worden verstrekt door de provincie of door een andere instelling en betreffen literaire werken in de Friese taal. De prijzen zijn in het Fries aangegeven (dus -priis in plaats van -prijs).

## Verstrekt door de Provincie Friesland
- Gerrit Bennerpriis
- Bernlefpriis (jaarlijkse prijs voor Friestalige popmuziek.)
- Gysbert Japicxpriis
- Dr. Joast Halbertsmapriis (deels ook wetenschapsprijs)
- (Dr.) Obe Postmapriis
- Grutte Pierpriis (tweejaarlijkse prijs voor onderwijs en onderwijsprojecten in de Friese taal of ten aanzien van het Fries in een meertalige context.)
- Fedde Schurerpriis en Fedde Schurerpublykspriis
- Vredeman de Vries Prijs
- Pyt van der Zeepriis (driejaarlijkse prijs voor een bijzondere prestatie in het amateurtoneel.)

## Verstrekt door andere Friese instellingen
- Douwe Tammingapriis door de stichting FLMD (Frysk Letterkundich Museum en Dokumintaasjesintrum )
- Junior Rely - culturele instelling Afûk
- Piter Jellespriis - gemeente Leeuwarden
- Rely Jorritsmapriis - Rely Jorritsma Fûns beheerd door gemeente Littenseradeel
- Rink van der Veldepriis- gemeente Smallingerland met Friese Pers Boekerij
- Simke Kloostermanpriis - Simke Kloostermanstichting
- Steven Sterkprijs - uitgever Steven Sterk